# Ada Gustavsson
Ada Gustavsson, född 1866, död 1926, var en svensk småskollärare, rösträttsaktivist och lokalpolitiker (De liberala). 
Hon var verksam i kampanjen för införandet av kvinnlig rösträtt i Sverige och ordförande för Föreningen för kvinnans politiska rösträtt i Nyköping 1910-1912.
Hon blev 1911 en av de första 37 kvinnor som valdes till stadsfullmäktige i Sverige, och den första kvinnan i Nyköping stadsfullmäktige.
Hon var från 1892 lärare vid statens småskolor i Nyköping.